# Locus amoenus

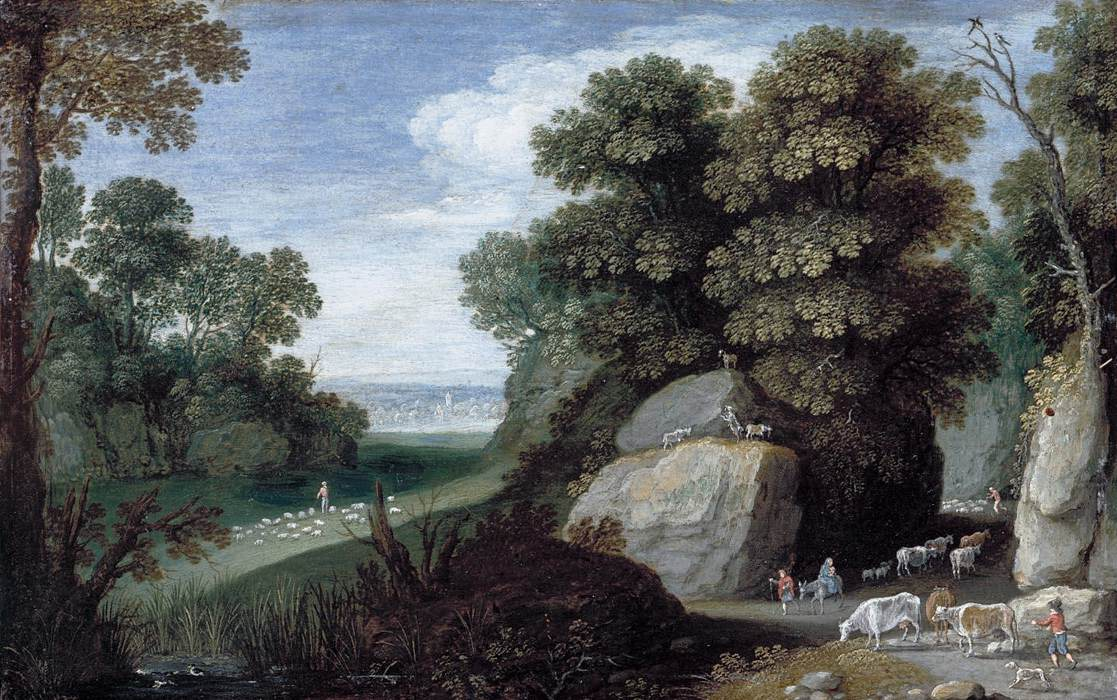
Мартін Рікерт
Пасторальний гірський пейзаж (поч. XVII століття)

Locus amoenus (лат. приємна місцевість, чарівний куточок) — уявлення, яке виникло в європейській Античності і було розвинене в Середньовіччі про ідеалізовану місцину на землі, де людина існує в абсолютній гармонії з природою. Цей європейський алегорико-міфологічний образ, що символізує єдність і союз людини і природи, вплинув на європейське образотворче мистецтво, літературу, садово-паркове мистецтво, ландшафтний дизайн та містобудування. Топос locus amoenus був детально розглянутий Е. Р. Курціусом в книзі «Європейська література і латинське Середньовіччя» (нім. Europäische Literatur und lateinisches Mittelalter, 1948).

## Історія образу
Ідеалізоване уявлення про мирне життя на лоні природи в якійсь віддаленій місцевості виникло у Стародавній Греції, було вперше зафіксоване Гомером і отримало масштабну розробку в давньоримській традиції та стало літературним штампом. На фоні ідилічних природних картин в дусі locus amoenus відбувалися, зокрема, романтичні любовні зустрічі. Трансформацію природного топосу здійснив Овідій у книзі «Метаморфози»: в його сюжетах «приємні місця» таять небезпеку, переповнені прихованими погрозами, несуть загибель, насильством, божевіллям.
У ранньому середньовічному європейському світогляді топос гармонійної природи тісно сплітається з образом недосяжно-прекрасного раю, що є разючою для уяви природною картиною, в якій панує вічна весна, течуть прохолодні струмки, співають дивовижні птахи, мирно бродять звірі, цвітуть незвичайні квіти і ростуть прекрасні дерева. При цьому образ locus amoenus стійко зв'язувався з ідеєю культивування, обробітку, додатку божественних або людських зусиль, це саме сад («вертоград») на відміну від locus horridus, лісової гущавини.